# Norman Smith (producer)
Norman Smith (Londen, 22 februari 1923 – East Sussex (Engeland), 3 maart 2008) was een Engelse geluidstechnicus en muziekproducent. Hij is vooral bekend van zijn werk met  The Beatles en Pink Floyd.
Norman Smith begon zijn carrière als geluidstechnicus bij platenmaatschappij EMI in 1960. In die hoedanigheid werkte hij vanaf 1962 samen met muziekproducer George Martin aan de eerste albums van The Beatles. Het laatste album waarbij hij betrokken was, is het in 1965 uitgebrachte "Rubber Soul".
Smith werkte daarna als muziekproducent en produceerde onder andere drie albums van Pink Floyd, waaronder hun debuutalbum uit 1967, "The Piper at the Gates of Dawn".
Smith schreef ook zelf muziek en had in de jaren 70 enig succes met diverse singles (onder andere "Don't Let it Die" en "Oh Babe What Would You Say?") onder het pseudoniem "Hurricane Smith".
Smith overleed op 85-jarige leeftijd op 3 maart 2008.